# Pahárské jazyky
Pahárské jazyky tvoří severní větev indoárijských jazyků. Patří sem zejména nepálština a jí blízké dialekty v indických státech Uttarakhand a Himáčalpradéš. Dělí se na tři skupiny. Do východní skupiny patří dialekty nepálštiny, do střední patří jazyky uttarakhandských regionů Kumáón a Garhvál, západní pak pokrývá území Himáčalpradéše. V Nepálu je nepálština mateřským jazykem indoárijské populace zhruba po horní hranici pěstování rýže kolem 2500 m n. m. Většina kmenů výše v horách už hovoří tibetobarmskými jazyky, které však nechaly stopy i v nepálštině. Naproti tomu středo- a západopahárské jazyky se nedostaly do tak blízkého styku s tibetobarmskými jazyky a zachovaly si čistě indoárijský charakter.
Pahárí nebo parbatija doslova znamená „horský jazyk“. Při sčítání lidu v Britské Indii v roce 1901 se k němu hlásilo 143 721 osob, většinou vojáků britských gurkhských jednotek. Současná nepálština je nepálskou lingua frankou, byť není v zemi nejrozšířenějším mateřským jazykem.
Střední pahárština zahrnuje tři dialekty: garhválštinu, džaunsarštinu a kumáónštinu. V roce 1901 měla 1 270 931 mluvčích celkem. Západní pahárština zahrnuje velké množství nářečí. V roce 1901 měla dohromady 1 710 029 mluvčích. Mnoho Indů považuje himáčalpradéšskou západní pahárštinu za pouhou variantu paňdžábštiny a pro paňdžábské mluvčí je také srozumitelná.